# Georges Duval (dramaturge)
Pour les articles homonymes, voir Georges Duval et Duval.
Georges-Louis-Jacques Labiche, dit Georges Duval, né le 26 octobre 1772 à Valognes, mort à Paris le 21 mai 1853, est un dramaturge français.

## Biographie
Duval était, à l’origine, destiné à l'état ecclésiastique, mais la Révolution étant survenue alors qu’il avait 17 ans, il entra chez un notaire et commença en même temps à écrire des pièces pour les petits théâtres. De 1805 à 1835, il occupa un emploi dans le service public comme chef de bureau au ministère de l’intérieur, qui lui laissa tout le loisir de se consacrer à son intense activité dramatique sous le nom de plume de « Georges Duval ». Travaillant surtout pour les petits théâtres auxquels il a donné 70 pièces, Duval a composé un très grand nombre de vaudevilles, dont un grand nombre en collaboration avec Armand Gouffé, Vieillard, Dumersan, Desaugiers, Dorvigny, Rochefort, Gaëtan, Dossion, Bonel, de Servières, Tournay, Chazet et Rouel (de Caen). Sa Pièce qui n'en est pas une (1801) était originale en ce qu’elle était une sorte de parade qui se jouait autant dans la salle que sur la scène, et elle a été souvent imitée depuis.
Dans un genre plus sérieux, il a publié un Dictionnaire abrégé des mythologies de tous les peuples policés ou barbares, tant anciens que modernes, ainsi que des Souvenirs de la Terreur et des Souvenirs thermidoriens, ouvrages dans lesquels Duval attaque la Révolution française.